# Bonaire
Bonaire (papiamento: Boneiru)  je otok u Malim Antilima. Nalazi se u Zavjetrinskim otocima na Karibima. Posebna je politička jedinica unutar Kraljevine Nizozemske. Nalazi se u karipskom dijelu Nizozemske, na jugu Karipskog mora pred obalom Venezuele i pripada tzv. ABC-otocima Malih Antila. Glavni grad Bonairea je Kralendijk (izvorno Koralendijk, što u prijevod s nizozemskog znači koraljni nasip). Najstarije naselje je Rincon (u prijevodu sa španjolskog kut). 

## Povijest
Prvi naseljenici Bonairea bili si indijansko pleme Caiquetio koje je doplovilo do otoka oko 1000. godine, došavši s područja današnje Venezuele. Caiquetio je ogranak Arawaka. Njihove ostatke možemo pronaći u obliku natpisa na kamenima u okolici mjesta Onima, na istočnoj obali Bonairea. 
1499. godine na otok među prvim Europljanima pristužu Alonso de Ojeda i Amerigo Vespucci. Oni otok uzimaju pod španjolsku krunu. S obzirom na to da na otoku nije bilo zlata i kako nije bio prikladan za poljodjelstvo, Španjolci nisu vidjeli potrebu za osnivanjem kolonije. Lokalne Indijance se izvozi kao robove kako bi služili na plantažama u Južnoj Americi. Godine 1526. Španjolci dovoze stoku na Bonaire. Kao posljedica toga, u divlni je moguće pronaći magarce (buriku) i koze (kabritu).
U međuvremenu je između brijegova u dolini, zaštićena od gusara, nastala omanja zajednica pod imenom Rincon. Stanovnici te zajednice su pretežito osuđenici i vojni zarobljenici.
1633. godine Nizozemska osvaja otok, preuzimajući ga iz posjeda Španjolske. Pada pod vlast Woutera van Twillera, guvernera Nove Nizozemske, te Nizozemske zapadnoindijske kompanije. Potonja uvozi određeni broj robova za poljoprivredu (uglavnom za rad s drvom, kukuruzom i za proizvodnju soli). Robovi koji su proizvodili sol su obitavali u kolibama pored solana. Kolibe je još uvijek moguće vidjeti na jugu Bonairea. Ropstvo je ukinuto 1863. godine. 
Na početku devetnaestoga stoljeća Nizozemska dva puta gubi vlast nad Antilima, koji prelaze u posjed Velike Britanije. Kada Nizozemska konačno dobiva vlast nad otocima 1816. godine, vlada gradi Fort Oranje u Kralendijku da bi se štitio otok. 1868. se gradi svjetionik unutar Fort Oranje. Sol ubrzo postaje najveći izvor zarade na otoku. Proizvodnja postaje dovoljno velika da se grade četiri obeliska kako bi pomagali brodovima u pristizanju u solane.
1936. godine muškarci dobivaju pravo glasa. Za vrijeme Drugog svjetskog rata dio otoka služi kao koncentracijski logor za njemačke i nizozemske naciste. Pod kraljicom Julianom Antili postaju 1954. godine autonomni dio Kraljevine Nizozemske. 
Bonaire i karipski otoci Saba i Sveti Eustahije bili su u sklopu Nizozemskih Antila koji su dio Nizozemskog kraljevstva. Dana 15. prosinca 2008. provedeno je restrukturiranje Nizozemskih Antila, čime su Curaçao i Sveti Martin postali zemlje unutar Nizozemskog kraljevstva (zajedno s Arubom i kontinentalnom Nizozemskom), dok su Bonaire, Saba i Sveti Eustazije postali dio Nizozemske. Dio Europske unije postali su od 10. listopada 2010., kad su raspušteni Nizozemski Antili, a karipski otoci Bonaire, Saba i Sveti Eustahije postali izravni dio Nizozemske kao posebne općine (bijzondere gemeente), te su stoga postali i dio Europske unije. Ovo manje proširenje je prvo koje se dogodilo u potpunosti izvan Europe. 2012. godine građani Bonairea po prvi puta mogu glasovati na izborima za donji dom nizozemskog parlamenta, Tweede Kamer (u prijevodu Druga komora). Bonaireu pripada nenaseljeni otok Mali Bonaire (Klein Bonaire) koji se nalazi u zaljevu ispred Kralendijka.
Sredstvo plaćanja do 1. siječnja 2011. bio je nizozemskoantilski gulden nakon čega je ulogu zakonskog sredstva plaćanja preuzeo američki dolar.

## Demografija
Bonaire ima prema popisu iz 2013. godine 17 408 stanovnika. 2001. godine je 86% stanovništva bilo nizozemske nacionalnosti, a tek je 52% bilo rođeno na otoku. Velik broj stanovnika dolazi s otoka Curaçaoa, otoka Arube, iz Nizozemske i susjedne Venezuele te Kolumbije te nešto manji broj iz Dominikanske Republike, većina kojih su radnici migranti.
Velika većina stanovništva je rimokatoličke vjeroispovjesti (77%). Pored njih postoje i protestantske i evangelističke zajednice (s oko 10% stanovništva).
Službeni jezik je nizozemski. 75% stanovništva doma koristi papiamento, kreolski jezik nastao ponajprije na temelju španjolskog i portugalskog ali i nizozemskog, engleskog, francuskog te niza afričkih jezika. Osim papiamenta znatan broj stanovnika koristi španjolski (12%), nizozemski (9%) te engleski (3%). Većina govornika Papiamenta govori i nizozemski, engleski i španjolski.

## Naselja
Jedina naselja koja su priznata kao gradovi na ovom otoku su glavni grad Kralendijk i Rincon (1.788 st.).
U Kralendijku je mnogo predgrađa i četvrti. Iako je otok male naseljenosti, nije jasno razlučiva razlika. Četvrti i predgrađa grada Kralendijka (12.531 st., 2007.) su:
- Antriol (3.947 st.)
- Belnem
- Hato
- Lima
- Noord Salina (2.378 st.)
- Nikiboko (2.633 st.)
- Playa (1.963 st.)
- Republiek
- Sabadeco
- Sabana
- Santa Barbara
- Tera Cora (1.610 st.)

Ostala manja naselja su:
- Fontein
- Lagoen
- Sorobon
- Spelonk
- Wanapa

Labra, Ishiri, Kokorobi, Jan Doran, Vlijt, Rigot, Porto Spano i Kunchi bili su manji gradići koji su postojali na području današnjeg nacionalnog parka, a tijekom vremena su napušteni.

## Ekonomija
Najvažniji ekonomski sektori su turizam i proizvodnja soli. Južni dio otoka je opremljen za prirodnu proizvodnju soli. Bonaire je poznat i po svojim podvodnim parkovima prirode koji su omiljeni među roniocima.

## Vanjske poveznice
- (niz.) TourismBonaire.com Officiële toerisme website Bonaire
- (niz.) Openbaar Lichaam Bonaire  Arhivirana inačica izvorne stranice od 21. travnja 2014. (Wayback Machine) Officiële website overheid